# Durham (Kansas)
Pour les articles homonymes, voir Durham.
Durham est une localité des États-Unis, située dans l'État du Kansas et dans le Comté de Marion. 
- (en) Cet article est partiellement ou en totalité issu de l’article de Wikipédia en anglais intitulé « Durham, Kansas » (voir la liste des auteurs).